# Илија Пантелић
Илија Пантелић (Козица, 2. август 1942 — Нови Сад, 17. новембар 2014) био је фудбалски репрезентативац Југославије. Играо је на позицији голмана и био један од најбољих голмана свих времена

## Биографија
Родио се у месту Козица, на Грмечу. Име му у једном збегу ратне 1942. године дао борац легендарне Миланчићеве чете, хероја који се памти и данас:
Родио си се на Светог Илију, по њему и носи име.
 У „Осмој офанзиви“ Пантелићи су са другим Грмечлијама стигли у Војводину, населивши се у Нове Козарце код Кикинде. Илија се са непуних 18 година прочуо као одличан голман. Звездини емисари су пошли у Сомбор у којем је наступао за тамошњи Раднички, али је неко дојавио Стевану Дороњском, у то време главном политичару у покрајини, и Пантелића уместо у Београд и Звезду одведу у Нови Сад и Војводину, којој је остао веран до краја живота.

## Спортска биографија
Каријеру је почео у ФК Слобода у Новим Козарцима, а паралелно са фудбалом био је изузетно талентован и за рукомет. Из Козараца је прешао у ФК БАК из Беле Цркве (1958—1960), наставио је да брани у сомборском Радничком (1960—1961), а 1961. постао је члан новосадске Војводине за коју је до 1969. одиграо 176 првенствених утакмица и из једанаестераца постигао шест голова. Од 1969. до 1977. с успехом је чувао мрежу француских прволигаша Олимпик из Марсеја, Бастије и Пари Сен Жермена. У дресу Олимпика освојио је првенство и куп Француске. Од повратка у земљу 1977. вратио се у Нови Сад и од тада је стално члан стручног штаба и повремено и тренер Војводине.
Као сигуран извођач једанаестераца у дресу Војводине је постигао 6 погодака. Јединствен је у свету фудбала што је у једној првенственој утакмици 1963. у Новом Саду против Трешњевке из Загреба постигао хет-трик изводећи једанаестерце, што је  тек 2000. године поновио Чилеанац Хозе Луис Чилаверт.
Три пута је бранио гол младе селекције (1964—1965), два пута Југославија „Б“ репрезентације (1961—1963) и 18 пута најбоље селекције Југославије.
Дебитовао је 25. октобра 1964. у пријатељском сусрету против Мађарске (1:2) у Будимпешти, а последњу утакмицу одиграо је 10. јуна 1968. против Италије (0:2) у финалној утакмици Купу европских нација у Риму.
Као један од најбољих југословенских голмана, врхунац каријере достигао је у сезони 1965/66. кад је са Војводином освојио државно првенство.
На голу је чинио чуда. Звали су га Пантер - Панта. Стручњаци кажу: Владимир Беара, Милутин Шошкић и Илија Пантелић најбољи су голмани Југославије за сва времена,
Почетком 2014. у Бањалуци Пантелић је са Велимиром Сомболцем и Душаном Маравићем добио Златну плакету Фудбалског савеза Републике Српске, највећег признања која Савез уопште додељује.
Његово име носи Омладинска школа ФК Војводина, као и стадион у Новим Козарцима код Кикинде, где је као дечак направио прве кораке ка великој фудбалској каријери.